# 박준선 (1950년)
박준선(朴俊善, 1950년 8월 28일 ~ )은 대한민국의 제2대 충청북도 증평군의원이다.

## 학력
- 도안국민학교 졸업

## 경력
- 증평괴산저널 이사
- 증평군 농촌지도자 수석 부회장
- 등대상황버섯 대표
- 영농조합법인 대표이사
- 증평군 지역혁신 리더
- 2003년 충청북도 증평군의회 후보
- 2006.07 ~ 2008.11 제2대 충청북도 증평군의회 의원
- 2006.07 ~ 2008.07 제2대 충청북도 증평군의회 전반기 운영내무위원회 위원
- 2006.07 ~ 2008.07 제2대 충청북도 증평군의회 전반기 산업건설위원회 간사
- 2006.07 ~ 2008.07 제2대 충청북도 증평군의회 전반기 예산결산특별위원회 위원
- 2006.09 ~ 2008.04 제2대 충청북도 증평군의회 주요건설사업장현지조사특별위원회 위원장
- 2008.07 ~ 2008.11 제2대 충청북도 증평군의회 후반기 산업건설위원회 간사
- 2008.07 ~ 2008.11 제2대 충청북도 증평군의회 후반기 운영내무위원회 위원
- 2008.07 ~ 2008.11 제2대 충청북도 증평군의회 후반기 예산결산특별위원회 위원
- 2008.07 ~ 2008.11 제2대 충청북도 증평군의회 후반기 환경보전특별위원회 위원장

## 역대 선거 결과
|  | 40.9% |

|  | 28.40% |